# Everything Will Flow
«Everything Will Flow» — третий сингл из альбома Head Music группы Suede, выпущенный 6 сентября 1999 года на лейбле Nude Records. Открывающая мелодическая линия на синтезаторе звучит почти так же, как на предыдущем сингле «She’s in Fashion», но далее песня переходит в неспокойную балладу. Это первый сингл группы после «New Generation», не вошедший в первую двадцатку в чартах (высшая позиция — #24). «Everything Will Flow» и «Leaving» были спродюсированы Стивом Осборном, «Weight of the World» — Мити Адхикари, «Crackhead» и «Seascape» — Suede.
Клип к заглавной песне был срежиссирован Ховардом Гринхолом. Несмотря на высокий бюджет, группа посчитала его неудачным, так как, по их мнению, он напоминал телерекламу.
«Everything Will Flow» стала второй и последней песней Suede, вошедшей в американские чарты, заняв 28 строчку в Hot Dance Club Songs.
Вокал в песне «The Weight of the World» из CD1 принадлежит клавишнику Нилу Кодлингу. Композиция «Seascape» с CD2 — инструментальная.

## Список композиций
| №  | Название               | Автор(ы)                    | Длительность |
| -- | ---------------------- | --------------------------- | ------------ |
| 1. | «Everything Will Flow» | Бретт Андерсон, Ричард Оукс | 4:40         |
| 2. | «Weight of the World»  | Нил Кодлинг                 | 2:30         |
| 3. | «Leaving»              | Андерсон, Оукс              | 4:17         |

| №  | Название               | Автор(ы)                                | Длительность |
| -- | ---------------------- | --------------------------------------- | ------------ |
| 1. | «Everything Will Flow» | Андерсон, Оукс                          | 4:40         |
| 2. | «Crackhead»            | Андерсон, Оукс, Гилберт, Осман, Кодлинг | 5:55         |
| 3. | «Seascape»             | Андерсон                                | 4:08         |